# アニカ・オルセン
アニカ・オルセン（フェロー語: Annika Olsen、1975年3月13日 - ）は、フェロー諸島の政治家、元競泳選手。第1次ヨハネセン内閣で内務大臣を務め、第2次ヨハネセン内閣では副首相および社会問題担当大臣に就任した。